# Lupon
Lupon is een gemeente in de Filipijnse provincie Davao Oriental op het eiland Mindanao. Bij de laatste census in 2007 had de gemeente ruim 60 duizend inwoners.

## Geografie

### Bestuurlijke indeling
Lupon is onderverdeeld in de volgende 21 barangays:
| - Bagumbayan - Cabadiangan - Calapagan - Cocornon - Corporacion - Don Mariano Marcos - Ilangay - Langka - Lantawan - Limbahan - Macangao | - Magsaysay - Mahayahay - Maragatas - Marayag - New Visayas - Poblacion - San Isidro - San Jose - Tagboa - Tagugpo |

## Demografie
Lupon had bij de census van 2007 een inwoneraantal van 60.133 mensen. Dit zijn 3.041 mensen (5,3%) meer dan bij de vorige census van 2000. De gemiddelde jaarlijkse groei komt daarmee uit op 0,72%, hetgeen lager is dan het landelijk jaarlijks gemiddelde over deze periode (2,04%). Vergeleken met de census van 1995 is het aantal mensen met 9.465 (18,7%) toegenomen.

De bevolkingsdichtheid van Lupon was ten tijde van de laatste census, met 60.133 inwoners op 886,39 km², 67,8 mensen per km².